# Pterosemigastra
Pterosemigastra är ett släkte av steklar. Pterosemigastra ingår i familjen puppglanssteklar.
Kladogram enligt Catalogue of Life:
| Pterosemigastra | \| \| Pterosemigastra nigriflagellum \| \| \| \| \| \| Pterosemigastra oenone \| \| \| \| |
|                 | \| \| Pterosemigastra nigriflagellum \| \| \| \| \| \| Pterosemigastra oenone \| \| \| \| |
|                 | Pterosemigastra nigriflagellum                                                            |
|                 |                                                                                           |
|                 | Pterosemigastra oenone                                                                    |
|                 |                                                                                           |